# Загреб
45°49′00″ пн. ш. 15°59′00″ сх. д. / 45.81667° пн. ш. 15.98333° сх. д.
За́греб (хорв. Zagreb) — столиця Хорватії. Найбільше місто країни та її економічний, політичний і культурний центр.
У минулому був столицею Хорватського королівства, Королівства Хорватія і Славонія, Держави словенців, хорватів і сербів, Незалежної Держави Хорватія та союзної республіки у складі федеративної Югославії. Також був адміністративним центром однойменної жупанії та області, Савської бановини, бановини Хорватії та великих жуп Пригір'я і Гора-Пригір'я.

## Положення
Місто розташоване на північному заході Хорватії, уздовж річки Сава на південних схилах гори Медведниця та знаходиться на висоті близько 122 м над рівнем моря.

## Назва
Легенда про походження назви міста Загреб розповідає, що ніби під час військового походу ватажок хорватського загону на привалі встромив меч у землю, і звідти забило джерело крижаної води. «Загрібати», — вигукнув ватажок, і воїни — хто шоломом, а хто просто долонями почали «загрібати» і жадібно пити смачну воду. Інша ж версія (правдоподібніша) каже, що назва міста пішла від старохорватського слова загреб, що означало «насип, укріплення, городище».

## Історія
Перша згадка про місто датується 1094 роком, коли угорський король Ласло I заснував єпископство у поселенні на пагорбі Каптол. У той час населені пункти Градец і Каптол, що зараз входять до складу міста Загреб, являли собою два незалежні поселення.

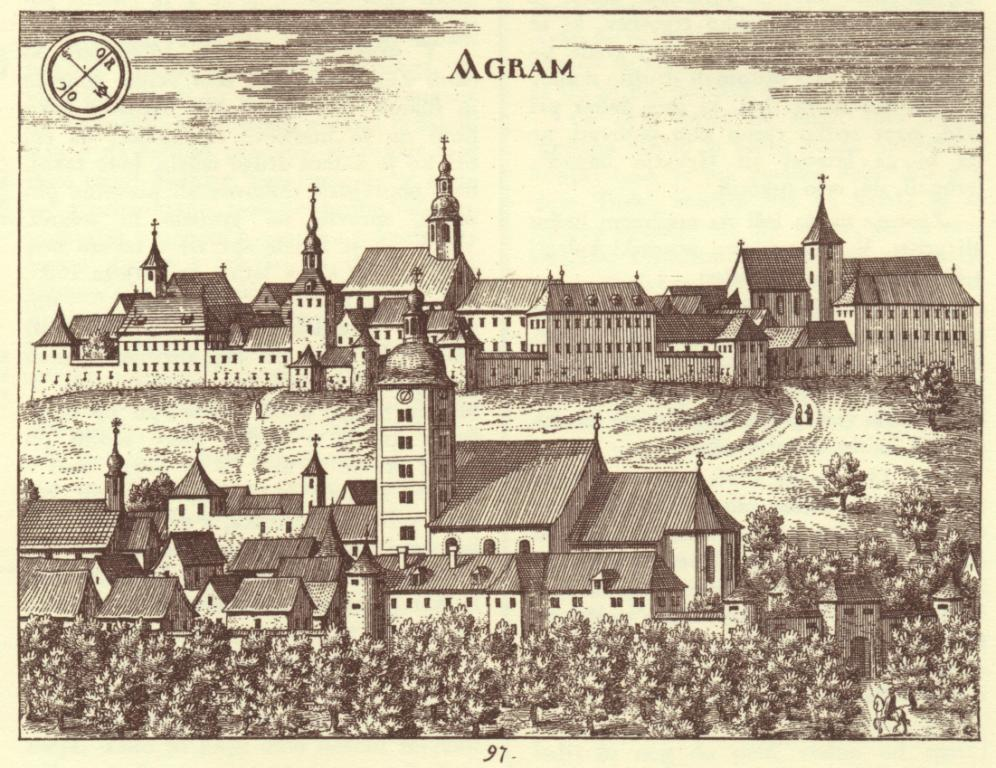
Загреб (Аграм) у 1689 році, з гравюри Янеза Вайкарда Вальвасора

У 1242 році Градец Золотою буллою хорватсько-угорського короля Бели IV проголошений вільним королівським містом.
На початку XVII століття Градец і Каптол остаточно зливаються в одне місто, єпископство Каптола перейменовується в архієпископство Загреба.
У 1669 році єзуїти засновують першу гімназію і академію. Ця дата вважається датою заснування Загребського університету, одного з найстаріших у Європі. Незабаром Загреб стає культурним центром країни та одним із найбільших міст посавської Хорватії.
У 1776 році з Вараждина в Загреб переносяться засідання хорватського королівського віча (уряду), після чого місто фактично набуває статусу столиці.
У 1851 році бан Йосип Єлачич об'єднав Каптол і Градец у Загреб.
За часів Австро-Угорської імперії місто мало назву Аграм.
25 червня 1991 року Сабор Республіки Хорватія оголосив незалежність Хорватії та проголосив Загреб її столицею.

## Районування
Історичне ядро Загреба поділяється на дві частини — «Верхнє місто» (Горні град, Градец(ь)) і «Нижнє місто» (Доні град):
- «Верхнє місто» — історичний центр зі старовинними будівлями. Саме тут розташовуються архітектурні пам'ятки: готична церква Святого Марка, барокова святої Катерини, палац з капелою Святого Степана, храм святого Марка з мозаїчним дахом і кафедральний собор Вознесіння Діви Марії.
- «Нижнє місто» — це сучасні багатоповерхівки, прямі та рівні вулиці, численні пам'ятки мистецтва і парки. Центр Нижнього міста називається «Зеленою підковою», що утворена гарними алеями, скверами, площами і фонтанами.

Від Нижнього до Верхнього міста можна дістатися на спеціальному фунікулері.

## Демографія
Загреб — найбільше місто Хорватії і єдине, чиє населення (з урахуванням передмість) перевищує 1 млн жителів, що становить більше 20 % населення країни.
Населення громади, за даними перепису 2011 року становило 790 017 осіб, 189 з яких назвали рідною українську мову. Населення самого міста становило 688 163 осіб.
Динаміка чисельності населення громади:
Динаміка чисельності населення центру громади:
Національний склад Загреба досить однорідний: за даними перепису населення 2001 року, 91,94 % жителів міста складали хорвати. Згідно з тими ж даними, у місті проживали 40 066 представників етнічних меншин; найчисельніші з них — серби (18811 чол., 2,41 %), боснійці (6204 чол., 0,80 %), албанці (3389 чол., 0,43 %), словенці (3225 чол., 0,41 %), цигани (1946 чол, 0,25 %), чорногорці (1131 чол., 0,17 %) і македонці (1315 чол., 0,17 %).
Більшість населення (бл. 90 %) сповідує католицизм, є також невелика православна і мусульманська меншість.

## Населені пункти
Крім самого міста, до громади Загреба також входять:
- Адамовець
- Беловар
- Благуша
- Ботинець
- Бреберниця
- Брезовиця
- Буденець
- Бузин
- Цер'є
- Демер'є
- Десприм
- Добродол
- Доні Чехи
- Доній Драгоножець
- Доні Трпуці
- Дренчець
- Дрежник-Дрезовицький
- Думовець
- Джурджековець
- Гаєць
- Главниця-Доня
- Главниця-Горня
- Главничиця
- Голий Брег
- Горанець
- Горні Чехи
- Горній Драгоножець
- Горні Трпуці
- Гранчари
- Хавидич-Село
- Хорвати
- Храще-Туропольсько
- Хрватський Лесковаць
- Худий Битек
- Іваня Река
- Єсеновець
- Єждовець
- Кашина
- Кашинська Сопниця
- Кучиловина
- Кучанець
- Купинецький Кралєвець
- Липниця
- Луцько
- Лужан
- Мала Млака
- Марково Полє
- Моравче
- Одра
- Одранський Обреж
- Паружевина
- Планина-Доня
- Планина-Горня
- Поповець
- Преквршє
- Препуштовець
- Сесвете
- Соблинець
- Стар'як
- Стрмець
- Шашиновець
- Шимунчевець
- Велико Полє
- Вугер-Село
- Вугровець-Доній
- Вугровець-Горній
- Вурновець
- Задворсько
- Жерявинець

## Клімат
Клімат Загреба континентальний, виражені 4 пори року. Середня температура взимку — 1 °C, влітку — 20 °C. Як правило, у Загребі доволі спекотний травень, особливо кінець місяця — температура перевищує 30 °C. Для зими звичні снігопади; осінь, як правило, дуже дощова.
| Клімат Загреба                                            | Клімат Загреба | Клімат Загреба | Клімат Загреба | Клімат Загреба | Клімат Загреба | Клімат Загреба | Клімат Загреба | Клімат Загреба | Клімат Загреба | Клімат Загреба | Клімат Загреба | Клімат Загреба | Клімат Загреба |
| Показник                                                  | Січ.           | Лют.           | Бер.           | Квіт.          | Трав.          | Черв.          | Лип.           | Серп.          | Вер.           | Жовт.          | Лист.          | Груд.          | Рік            |
| Абсолютний максимум, °C                                   | 19,4           | 22,2           | 26,0           | 30,5           | 33,7           | 37,6           | 40,4           | 39,8           | 34,0           | 28,3           | 25,4           | 22,5           | 40,4           |
| Середній максимум, °C                                     | 3,7            | 6,8            | 11,9           | 16,3           | 21,5           | 24,5           | 26,7           | 26,3           | 22,1           | 15,8           | 8,9            | 4,6            | 15,8           |
| Середня температура, °C                                   | 0,3            | 2,3            | 6,4            | 10,7           | 15,8           | 18,8           | 20,6           | 20,1           | 15,9           | 10,5           | 5,0            | 1,4            | 10,7           |
| Середній мінімум, °C                                      | −3             | −1,8           | 1,6            | 5,2            | 9,8            | 13,0           | 14,7           | 14,4           | 10,8           | 6,2            | 1,4            | −1,7           | 5,9            |
| Абсолютний мінімум, °C                                    | −24,3          | −27,3          | −18,3          | −4,4           | −1,8           | 2,5            | 5,4            | 3,7            | −0,6           | −5,6           | −13,5          | −19,8          | −27,5          |
| Середня кількість сонячних годин на місяць                | 55,8           | 98,9           | 142,6          | 168,0          | 229,4          | 234,0          | 275,9          | 257,3          | 189,0          | 124,0          | 63,0           | 49,6           | 1887,5         |
| Норма опадів, мм                                          | 43.2           | 38.9           | 52.6           | 59.3           | 72.6           | 95.3           | 77.4           | 92.3           | 85.8           | 82.9           | 80.1           | 59.6           | 840.1          |
| Днів з опадами                                            | 9,8            | 9,4            | 11,0           | 13,0           | 13,5           | 13,7           | 11,2           | 10,4           | 10,4           | 10,9           | 11,3           | 11,0           | 135,6          |
| Днів зі снігом                                            | 10,3           | 7,1            | 1,8            | 0,2            | 0,0            | 0,0            | 0,0            | 0,0            | 0,0            | 0,0            | 2,9            | 6,7            | 29,0           |
| Вологість повітря, %                                      | 82.5           | 76.4           | 70.3           | 67.5           | 68.3           | 69.7           | 69.1           | 72.1           | 77.7           | 81.3           | 83.6           | 84.8           | 75.3           |
| --------------------------------------------------------- | -------------- | -------------- | -------------- | -------------- | -------------- | -------------- | -------------- | -------------- | -------------- | -------------- | -------------- | -------------- | -------------- |
| Джерело: Croatian Meteorological and Hydrological Service |                |                |                |                |                |                |                |                |                |                |                |                |                |

## Економіка

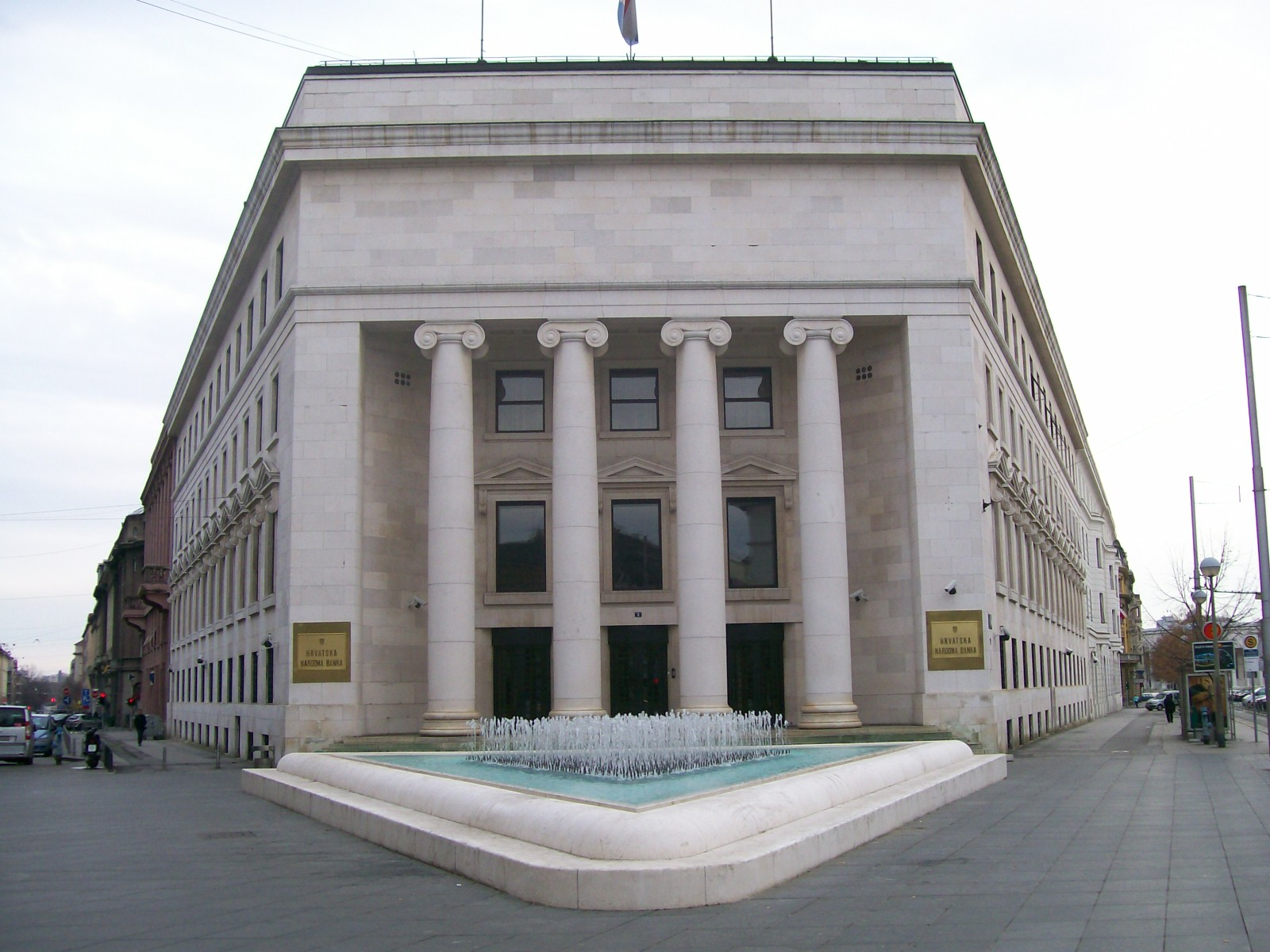
Центральний банк країни — Народний банк Хорватії (Hrvatska narodna banka)

Найважливішими галузями економіки в Загребі є: виробництво електроприладів, хімічна, фармацевтична і текстильна промисловість, а також різноманітні підприємства харчо-смакової промисловості. Загреб є міжнародним торговельним та бізнес-центром на жвавому перехресті між Центральною та Східною Європою..
Столиця Хорватії має найвищий номінальний ВВП на душу населення у країні (зокрема, $ 19 132 в 2005 році). Тут зосереджено (мають юридичну прописку) понад третина всіх хорватських компаній і близько 40 % робочої сили Хорватії. У Загребі, зокрема, розташовані головні офіси практично всіх національних банків, підприємств комунальної сфери та громадського транспорту, найважливіших економічних суб'єктів країни. Серед них штаб-квартири найбільших хорватських компаній: Franck d.d., Kraš, Croatia Airlines, Croatia osiguranje d.d., Croatia Records, HT, INA, Konzum, Ledo, Pliva, RIZ, Tisak, Vipnet тощо. Також у хорватській столиці розташовані представництва численних зарубіжних виробників і торговельних компаній, банків тощо. Так, у 2006 році частка Загреба склала 52 % від загального обороту і 60 % від загальних прибутків компаній у Хорватії, місто забезпечило 35 % експорту країни і прийняло 57 % імпорту в країну.
У Загребі інтенсивно розвивається туризм. Пропозиція послуг на цьому ринку є диверсифікованою. Загребські готелі у діапазоні від великих, високого класу, у тому числі мережевих, до невеликих пансіонів і напівпансіонів із розміщенням у приватних будинках. У Загребі працюють три п'ятизіркові готелі (Westin, Sheraton, Regent Esplanade) і 10 чотиризіркових.

## Транспорт

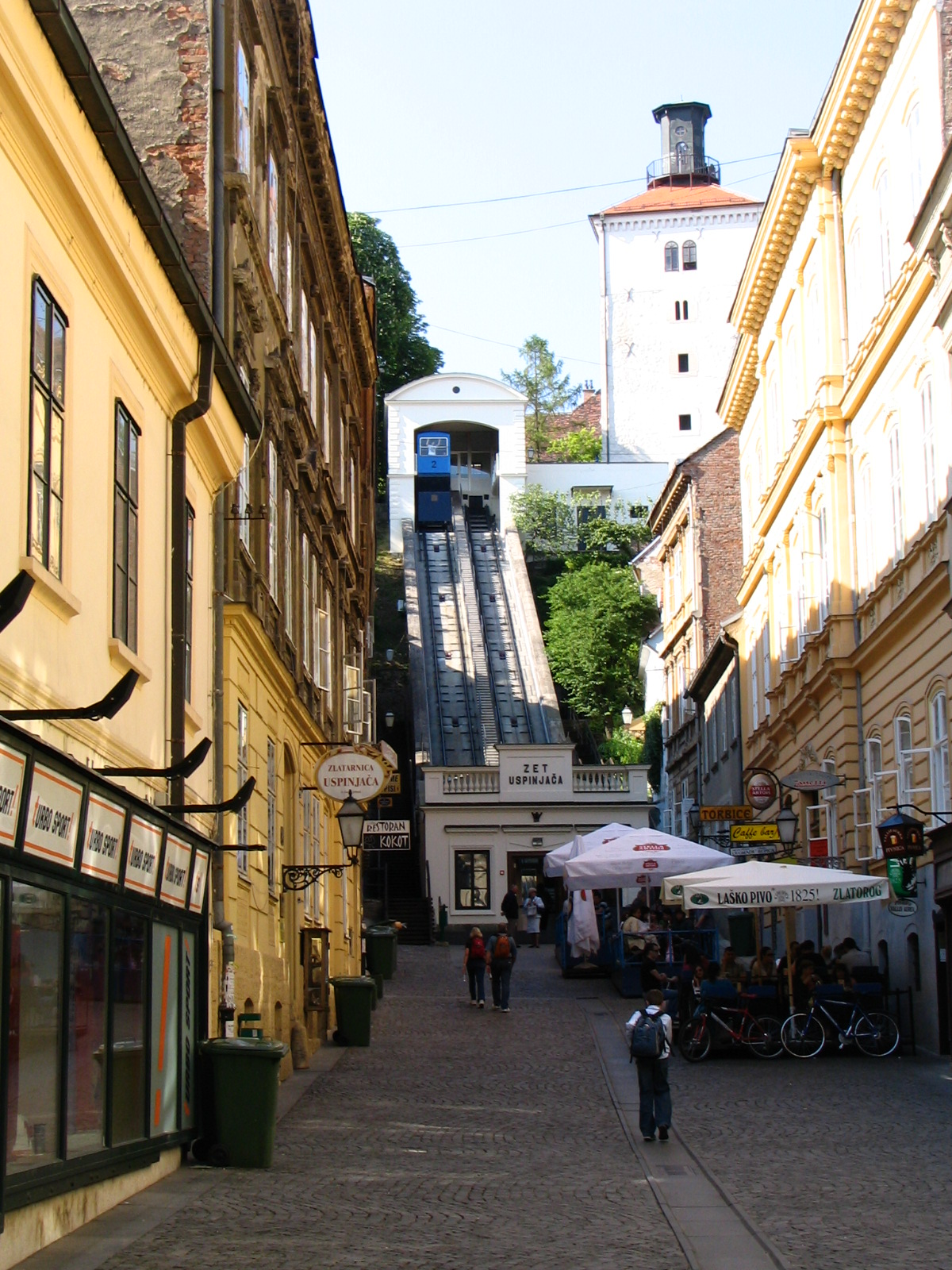
Фунікулер Загреба

Загреб знаходиться в центрі розгалуженої транспортної мережі. Великі сучасні автомагістралі йдуть від міста на схід, у напрямку Славонії, Белграда і Осієка (A3); на північний схід, у напрямку Чаковця, Вараждина і Угорщини (A4); на південний захід, у напрямку Карловаця, Рієки і Спліта (A1); на північний захід, у бік Словенії і Західної Європи (A2); на захід, у напрямку Брегани і Любляни (A3). У напрямку Сисака і Баня-Луки на південний схід будується автомагістраль (A11). Залізниці пов'язують Загреб з найбільшими містами Хорватії та сусідніх країн. У центрі міста розташовані великий автобусний і залізничний вокзали.
Аеропорт Загреба знаходиться за 17 кілометрів від міста. Пропускна здатність — 2 мільйони пасажирів у 2007 році.
Міський транспорт представлений розгалуженою мережею трамвайних та автобусних маршрутів, а також фунікулерною лінією на Томичевій вулиці в історичному центрі міста, що сполучає Верхнє і Нижнє місто.

## Освіта та культура

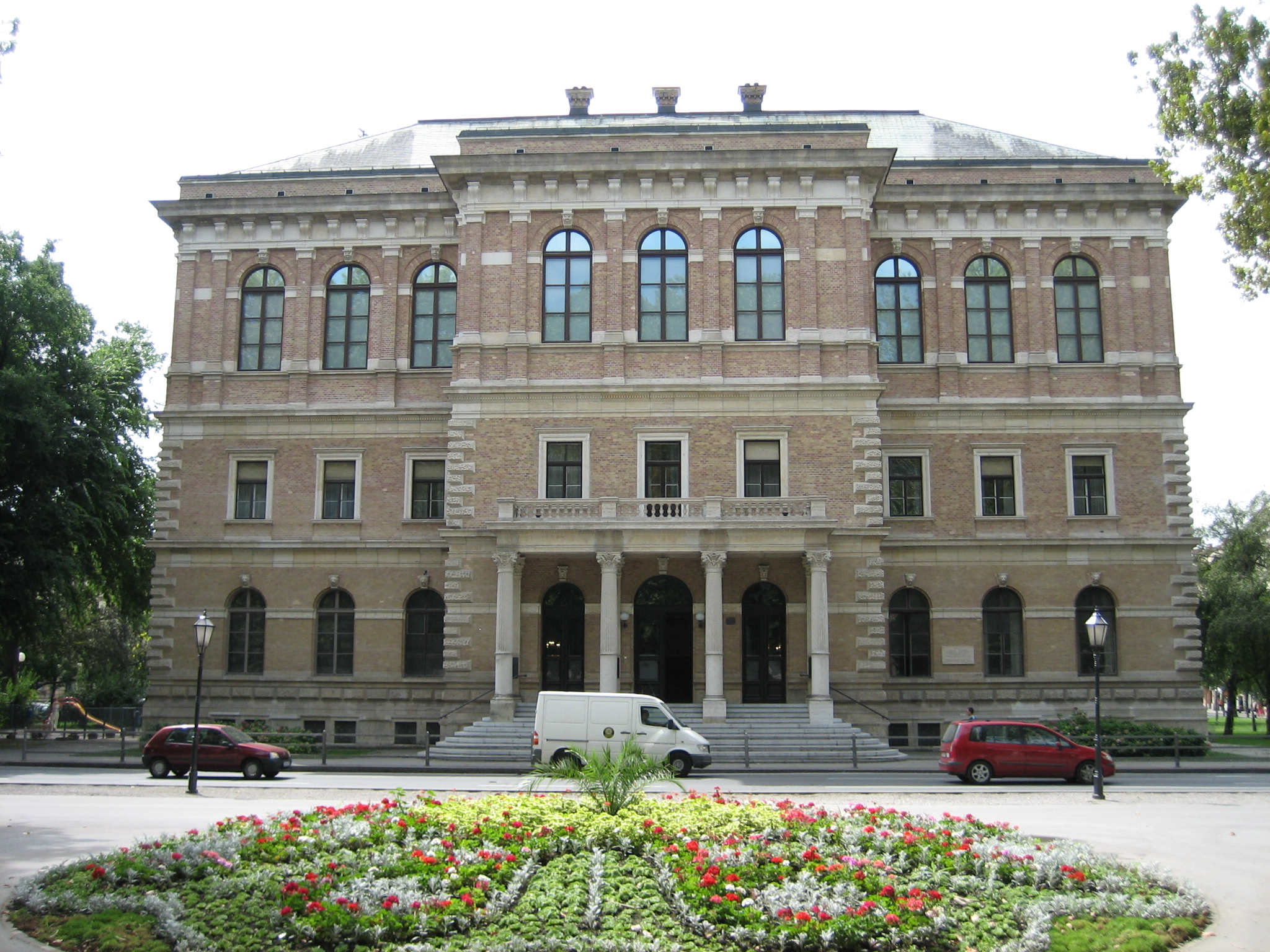
Хорватська академія наук і мистецтв

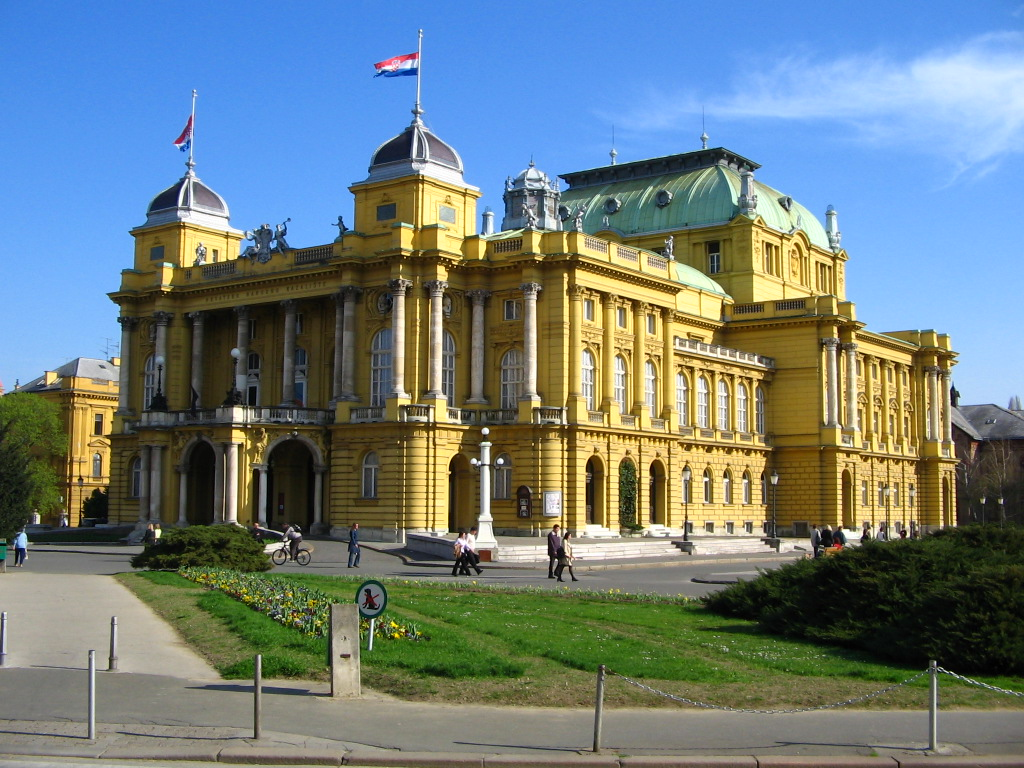
Національний театр

Загреб — головний освітньо-культурний осередок Хорватії, тут розташовані університет, десятки театрів, у тому числі 9 комунальних, музеїв і художніх галерей, численні бібліотеки, кінотеатри та інші заклади культури.
Головним вишем міста і країни є Загребський університет, до складу якого (2010) входять 29 факультетів і 3 академії (Мистецька, Театральна і Музична). У Загребі знаходиться найвища наукова установа Хорватії — Хорватська академія наук і мистецтв та головна наукова бібліотека країни — Національна й університетська бібліотека Загреба.
Найвідомішим театром міста є Хорватський національний театр, створений в 1895 році і розташований у будинку, побудованому того ж року і справедливо визнаним однією з архітектурних перлин міста. Серед інших комунальних театрів — Міський драматичний ім. Гавелла, театр оперети «Комедія», молодіжний театр, театр сатири «Керемпух», Загребський ляльковий, театр «Трешня» на Трешнєвці, театр «ЖАР ПТИЦЯ», театр «TEATAR &TD», також у місті діють півсотні театральних товариств, труп, студій, приватних театрів і сцен тощо.
Найвідомішим концертним майданчиком є Концертний зал імені Ватрослава Лисинського.
Один із найпримітніших музеїв Загреба — Музей Мімара. У його колекції більше 3700 творів мистецтва, з давнини до наших днів. Також примітна Галерея старих майстрів Штросмаєра (в приміщенні Академії наук) з великою колекцією європейського живопису XIV—XIX століть. Палац Кловіч (хорв. Klovićevi dvori «Кловичів двір») — галерея на сході Верхнього Міста. У ній знаходяться твори із зібрань низки хорватських колекціонерів-меценатів, наприклад Оскара Хермана або Вінка Перчича (Vinko Perčić).
Інші загребські музеї та галереї:
- Музей сучасного мистецтва;
- Сучасна галерея;
- Археологічний музей;
- Технічний музей;
- Історичний музей;
- Музей природничих наук;
- Музей міста Загреба;
- Етнографічний музей;
- Хорватський залізничний музей;
- Палац Клович;
- Музей розлучень — «наймолодший» музей міста був заснований у 2010 році, лауреат премії «Європейський музей року» (2011).

Великим загребським парком є Максимір — тут полюбляють проводити дозвілля містяни. Також у Максимірі розташований однойменний стадіон, Загребський ботанічний сад і Загребський зоопарк.
Загреб є місцем проведення ряду важливих фестивалів, таких як Animafest, всесвітній фестиваль анімаційних фільмів, що проводиться кожного парного року, Міжнародний фольклорний фестиваль, театральний фестиваль Eurokaz, фестиваль сучасного танцю. У місті також проходять кінофестивалі — Загребський кінофестиваль, і особливо цікавий ZagrebDox, фестиваль документального кіно. З музичних фестивалів, що відбуваються у Загребі, — Zagrebfest, одна з найстаріших подій у хорватській попмузиці, фестиваль авангардної музики «Загребське музичне бієннале» (Muzički Biennale Zagreb), що проводиться кожного непарного року, а також фестиваль Загребської філармонії. Починаючи з 1996 року, загребські вулиці стали місцем проведення міжнародного мультимедійного фестивалю вуличних виконавців. Влітку в місті часто влаштовують концерти просто неба, переважно у Верхньому місті (зокрема, у рамках міського фестивалю «Літо у Верхньому місті» / Ljeto na Gornjem gradu).

## ЗМІ
Загреб є одним з медіа-центрів Південно-Східної Європи.

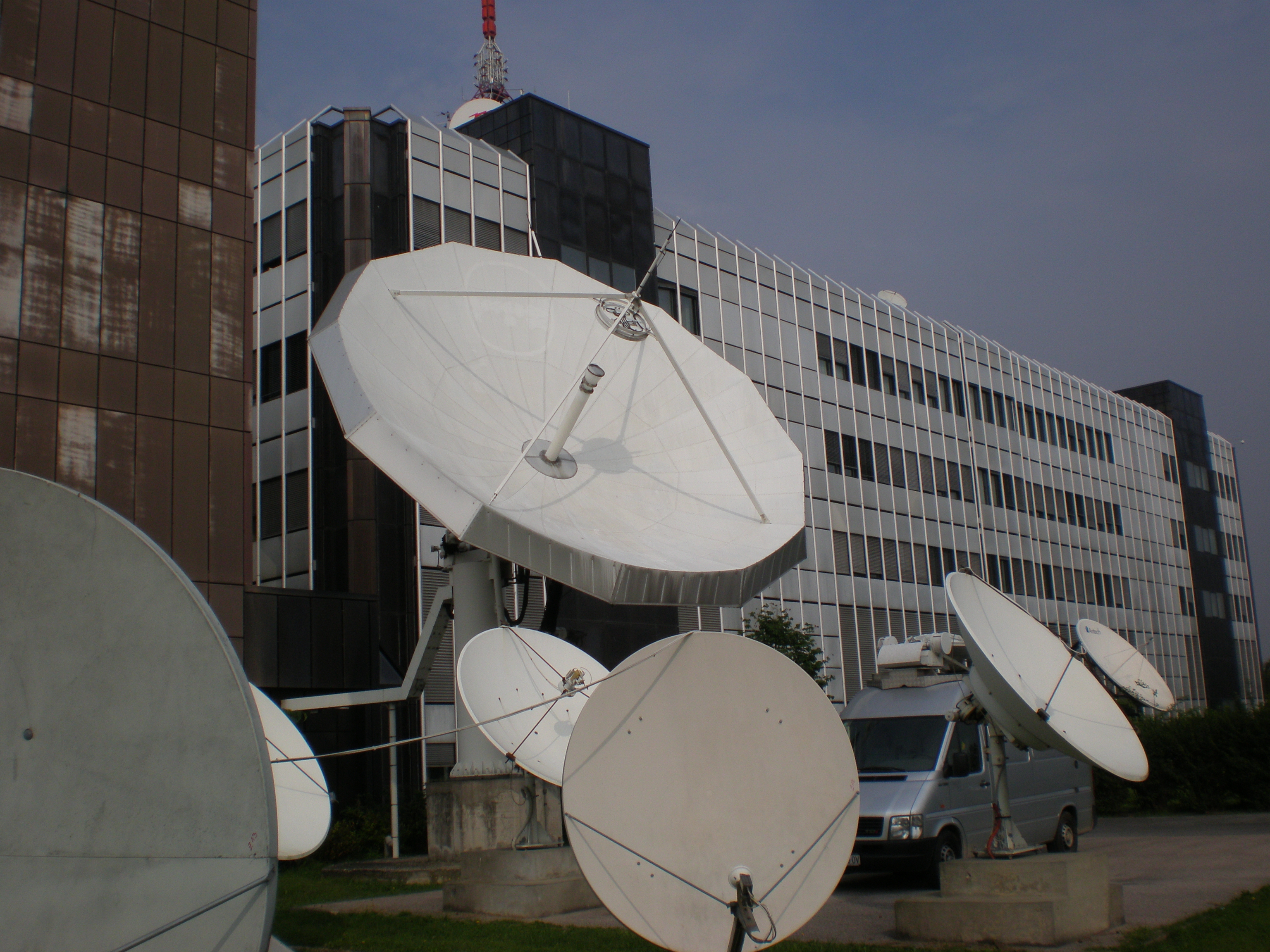
Біля будівлі HRT «у Присав'ї»

У місті розташована штаб-квартира головного хорватського телерадіомовника Хорватська радіотелевізія (Hrvatska radiotelevizija, HRT), утвореного шляхом злиття Хорватського Радіо, що розпочало свою роботу в 1926 році, та Хорватського телебачення, заснованого як TV Zagreb у 1956 році. Хорватське телебачення є найпопулярнішим у регіоні Південно-Східної Європи. Офіс HRT зі студіями розташований за адресою: Prisavlje 3, відтак ця назва — Присав'я стала називною щодо хорватського телебачення (на кшталт Хрещатик, 26 в Україні).
У Загребі діють також 2 потужні комерційні телемовники: Nova TV (Remetinečka cesta, 139), що належить міжнародній компанії СМЕ, та RTL Televizija (Krapinsk, a 45), що належать RTL Group. Крім того, у хорватській столиці працюють менші приватні телевізійники, як то OTV і Z1, з регіонально орієнтованим контентом на Загреб і його околиці. У місті транслюються і перший хорватський бізнес-канал Kapital Network та музичний канал Croatian Music Channel, що є доступними у кабельних мережах.
Із Загреба здійснює мовлення ціла низка радіостанцій, серед яких найпопулярнішими є: Хорватське радіо (Hrvatski radio) на 3 канали, радіо «Слєме» (Radio Sljeme), 101-радіо (Radio 101), «Народне радіо» (Narodni radio), радіо «Цибона» (Radio Cibona) тощо.
Перші щоденні газети в Загребі почали виходити ще в 1784 році (Agramer deutsche Zeitung). Сьогодні Загреб є осереддям найбільшого газетного холдингу в Хорватії. Його власником є компанія Europapress Holding (EPH, Koranska, 2), одна з найпотужніших компаній Європи цього сектора, що нині видає п'ять щоденних газет і 30 журналів. Найтиражніші щоденні газети країни Jutarnji list та Sportske novosti належать EPH, Večernji list (заснована 1959) i 24sata — у складі австрійського медійного концерну Styria Medien AG, Značajan je («Це важливо») та Vjesnik («Вісник»).
Загреб є місцем зосередження найвідвідуваніших інтернет-порталів у Хорватії: Index.hr, Net.hr, Oglasnik.hr тощо.

## Визначні місця

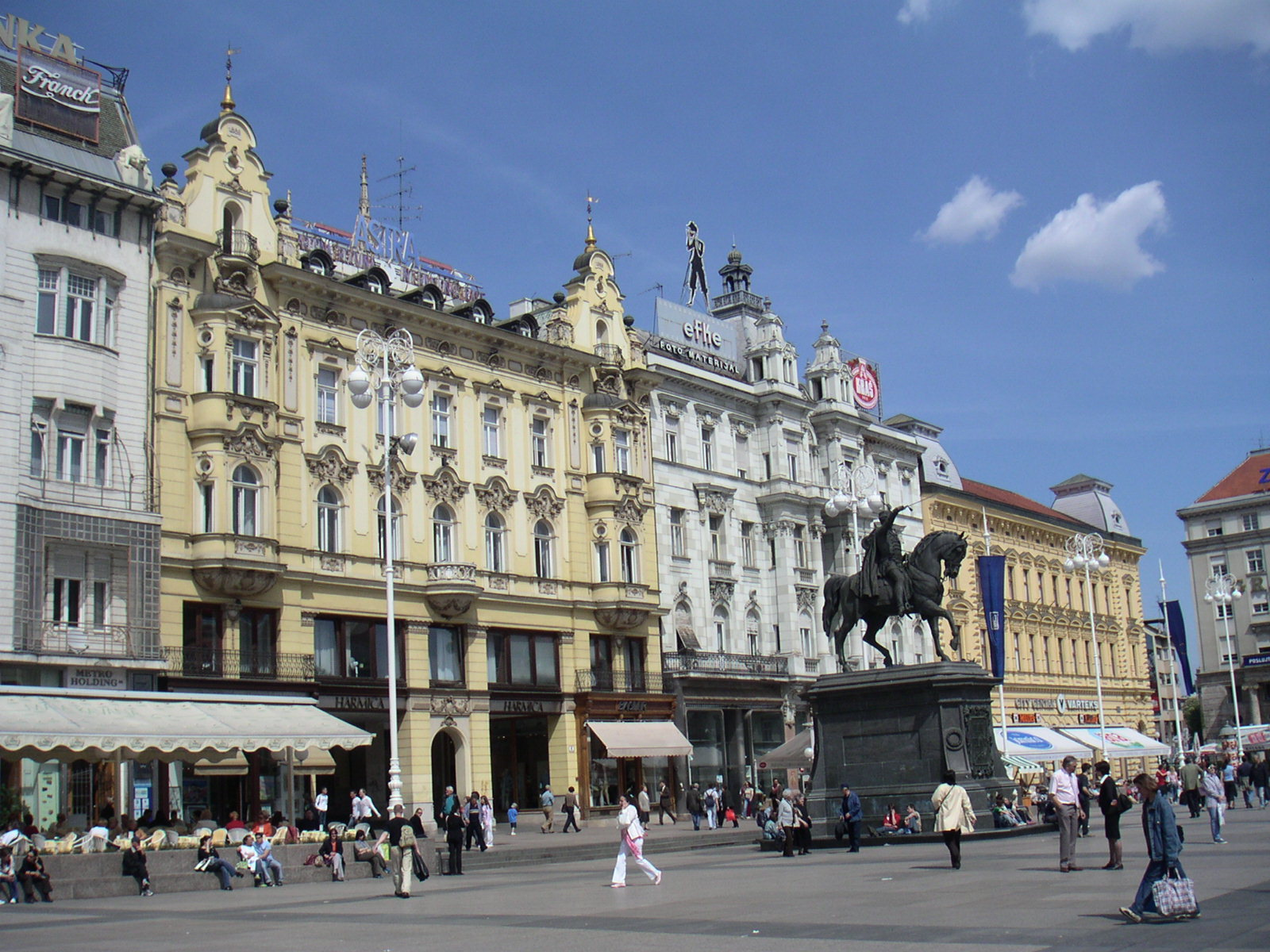
Площа бана Єлачича

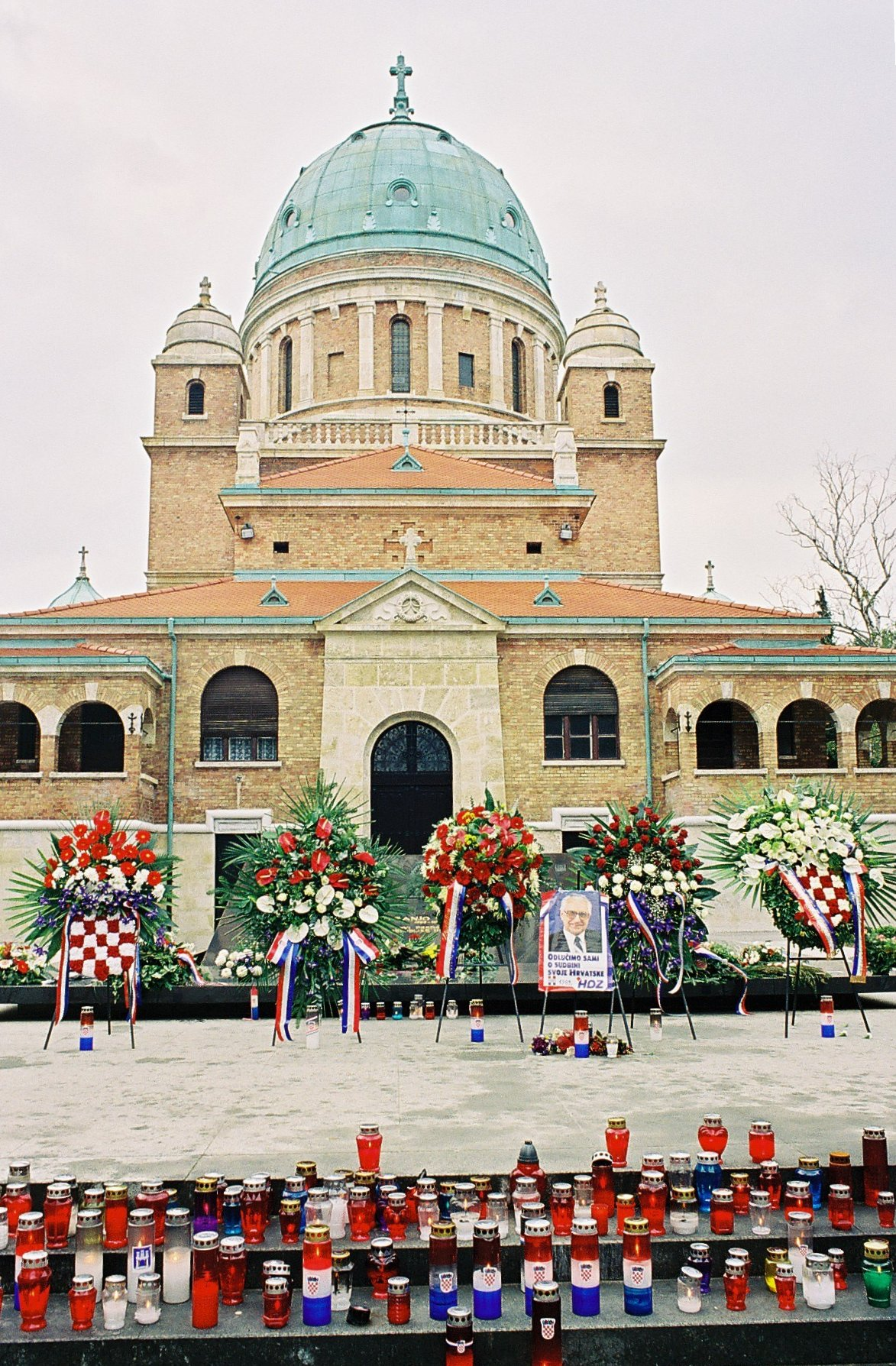
Могила Ф. Туджмана на кладовищі Мірогой

- Верхнє місто — історичний центр колишнього поселення Градец. Розташований на вершині високого пагорба, з'єднаний з Нижнім містом фунікулером. Найпримітніші:
  - Церква св. Марка з мозаїчним дахом з різнокольорової черепиці. Побудована в 1242 році, відтоді багато разів перебудовувалася. Мозаїка на даху, що зображає герби Хорватії, Славонії, Далмації і Загреба виконана в XIX столітті.
  - Вежа Лотршчак. Побудована в XIII столітті. Від її підніжжя відкривається чудовий вид на Загреб.
  - Церква св. Катерини. Побудована єзуїтами в 1632 році, один із найкращих зразків барокової церковної архітектури Хорватії.
  - Кам'яна брама. Найстаріша споруда Загреба, побудована на початку XIII століття. У брамі — крихітна каплиця з шанованою іконою Богоматері.
- Кафедральний собор Вознесіння Діви Марії. Розташований в історичному центрі колишнього Каптола. Перший храм на цьому місці, що називався храмом св. Степана, був побудований в 1175 році, відтоді багато разів перебудовувався, востаннє в 1880 році в неоготичному стилі. Висота веж собору — 108 метрів.
- Площа бана Єлачича. Центральна площа Нижнього міста. Будівлі на ній належать до найрізноманітніших архітектурних стилів: від класицизму та бароко до модерну. У центрі площі — кінна статуя бана Єлачича.
- Площа маршала Тіто, з розташованим на ній будинком Хорватського Національного театру (1895 рік) і будівлею Загребського Університету (1856 рік).
- Площа короля Томіслава, найбільша площа-парк Загреба. З південного боку знаходиться будівля залізничного вокзалу, з північної — витончений павільйон мистецтв (1896 рік), де розміщується музей. На площі стоїть пам'ятник королю Томіславу (1947 рік).
- Кладовище Мірогой — одне з найкрасивіших кладовищ в Європі, засноване в XIX столітті на ділянці, якою володів Людевит Гай.

## Відомі люди
- Анте Старчевіч (хорв. Ante Starčević, 23 травня 1823 — 18 лютого 1896) — хорватський політик, публіцист, письменник. Часто його називають «Батьком Батьківщини Хорватії».
- Ненад Кляїч (хорв. Nenad Kljaić, 21 грудня 1966) — хорватський гандболіст, олімпійський чемпіон.
- Ігор Ворі — (хорв. Igor Vori, 20 вересня 1980) — хорватський гандболіст, олімпійський чемпіон.
- Елеонора Єнко Гроєр — перший словенський лікар
- Сільва Кошина (1933—1994) — італійська акторка хорватського походження, модель.
- Чмелик Степан — австро-угорський та український військовий діяч, командир 4-ї Золочівської бригади УГА.

## Міста-побратими
Загреб має побратимські стосунки з такими містами:
| - Німеччина — Майнц, (1967) - Росія — Санкт-Петербург, (1968) - Норвегія — Тромсьо, (1971) - Японія — Кіото, (1972) - Польща — Краків, (1975) - Португалія — Лісабон, (1977) - США — Пітсбург, (1980) - КНР — Шанхай, (1980) | - Італія — Болонья, (1984) - Узбекистан — Самарканд, (1990) - Угорщина — Будапешт, (1994) - Австрія — Відень, (1994) - Боснія і Герцеговина — Сараєво, (2001) - Словенія — Любляна, (2001) - Чорногорія — Подгориця, (2006) - Велика Британія — Лондон, (2009) |